# Muerte de Adonis (Sebastiano del Piombo)
La Muerte de Adonis es una pintura al óleo sobre lienzo de 189 x 285 cm de Sebastiano del Piombo, de 1512 y conservada en la Galería de los Uffizi de Florencia.

## Historia
El cuadro debió ser realizado para Agostino Chigi, poco después de la llegada del pintor veneciano a Roma, llamado para participar en la decoración de la Villa Chigi. En un inventario de la villa de 1520 se indica que tiene "figuras de mujeres más desnudas y bellas".
La obra llegó a Florencia en 1587 y colgada en el Palacio Pitti; en 1675 es mencionada en la colección del cardenal Leopoldo de Médicis. Pasó a los Uffizi con atribución errónea a Moretto, reatribuida a Sebastiano del Piombo por Morelli. Hubo posteriormente dudas sobre la atribución, en realidad debidas a la condición de la obra, oscurecida por la suciedad, pero después de una limpieza y restauración las dudas y reservas fueron definitivamente disueltas por Gombosi, Pallucchini y Bernard Berenson.
Dañada por el atentado de vía dei Georgofili de 1993, sufrió graves laceraciones que fueron prontamente subsanadas, haciendo de la obra un símbolo del renacimiento del museo.

## Descripción y estilo
En el centro Venus, completamente desnuda, sentada con una pierna sobre la otra y junto al pequeño Cupido que le señala el hallazgo, aparece entristecida por la muerte de Adonis, cuyo cuerpo yace en término medio a la izquierda. La pose de la diosa copia la del Espinario, escultura grecorromana muy conocida en el círculo intelectual de la urbe romana. Las sirvientas de la diosa, a la derecha, hablan y, señalándola, advierten para que calle y respete su dolor al viejo Sileno, que llega tocando la flauta aun ignorante del descubrimiento.
Al fondo, entre la fronda, se ve una extensión de agua y más allá, a la cálida luz de la puesta de sol, la ciudad de Venecia: se reconocen de hecho el palacio Ducal, las cúpulas de la basílica de San Marcos, la torre del reloj, la vieja Procuraduría. Puede ser que Chigi en ese momento hubiera requerido una alegoría del estado de Venecia asociándolo a "Venusia" es decir Venus doliente: la ciudad en la laguna en efecto, si es abandonada a la seducción y la sensualidad, está destinada a la muerte y putrefacción.
La composición recuerda la armonía de Rafael y el lirismo y suavidad de Giorgione (como en Los tres filósofos).